# Nikita Wladimirowitsch Nagorny
Nikita Wladimirowitsch Nagorny (russisch Никита Владимирович Нагорный; * 12. Februar 1997 in Rostow am Don) ist ein russischer Kunstturner.
2015 gewann er den Europameistertitel im Sprung bei den Europameisterschaften in Montpellier. Bei den Weltmeisterschaften 2018 in Doha gewann er eine Bronzemedaille im Einzelmehrkampf und eine Silbermedaille im Mannschaftsmehrkampf. Im Jahr darauf wurde er in Stuttgart dreifacher Weltmeister. Dabei gewann er den Einzelmehrkampf, den Wettbewerb im Sprung und beendete auch den Mannschaftsmehrkampf auf dem ersten Platz.
Von 2017 an turnte Nagorny für die TG Saar in der  Deutschen Bundesliga. Nach dem Einmarsch Russlands in die Ukraine beendete die TG Saar im April 2022 ihre Zusammenarbeit mit Nagorny vorzeitig. Hintergrund waren Äußerungen Nagornys im Bezug auf den völkerrechtswidrigen Angriffskrieg. Bei der Siegesparade am 9. Mai 2022 in Moskau marschierte Nagorny an der Spitze der Junarmija über den  Roten Platz.